# Der Freund (2004–2006)
Der Freund war eine Literaturzeitschrift der Axel Springer AG. Herausgeber war Christian Kracht, Chefredakteur Eckhart Nickel. Der Sitz der Redaktion befand sich in Kathmandu, Nepal.
Der Freund erschien alle drei Monate; insgesamt gab es acht Ausgaben innerhalb von zwei Jahren. Die erste Nummer erschien am 23. September 2004, die letzte am 15. Juni 2006. Der Freund präsentierte Texte in aller Ausführlichkeit sowie die Kunst der Zeichnung, der obskuren Illustration. Es reihten sich Essays, Kurzgeschichten, literarische Miniaturen, Kolumnen, Gedichte und ausführliche Interviews in einem amüsanten Forum aneinander. Die meisten Texte erschienen auf Deutsch; hin und wieder auch auf Englisch und Französisch. Das Konzept von Der Freund war bis ins Detail – Format, Textsorten, Teaser, Layout, Werbefreiheit, Illustrationen u. a. m. – eine exakte Kopie der 2003 gegründeten US-amerikanischen Zeitschrift The Believer.
Zu den Autoren von Der Freund gehörten Rafael Horzon, Hans-Ulrich Obrist, Albert Ostermaier und Ingo Niermann.  Zu den Illustratoren gehörten unter anderem das slowenische Künstlerkollektiv NSK und das schweizerische Künstlerduo Fischli & Weiss. In Lizenz nachgedruckt wurden Erzählungen bzw. Lyrik von Truman Capote bis Allen Ginsberg. Ausführliche Interviews wurden unter anderem mit David Lynch, Nam June Paik, Stanisław Lem und Albert Hofmann geführt.
Viel Anerkennung erhielt Der Freund für seine Gestaltung und seine Titelseiten. Im März 2006 bekam die Zeitschrift zwei Auszeichnungen: den bronzenen Nagel des Art Directors Club in der Kategorie „Zeitschriftengestaltung“ und den LeadAward in Gold in der Kategorie „Cover des Jahres“.
2007 startete der Verlag ein neues Förderkonzept namens SCOOP! (von Scoop) für „kreative Querdenker“. Aus diesem ist die Zeitschrift Humanglobaler Zufall entstanden.
Während ihres Aufenthalts in Kathmandu erwarben Christian Kracht und Eckhart Nickel täglich ein gebrauchtes Buch für ihre Redaktionsbibliothek.
Die dadurch entstandene "Kathmandu Library" war 2015/2016 in der Wechselausstellung Das bewegte Buch im Literaturmuseum der Moderne in Marbach ausgestellt und bildet seither einen geschlossenen Bestand der Bibliothek des Deutschen Literaturarchivs Marbach.